# مسیه ۷۹
مسیه ۷۹(به انگلیسی: Messier 79) یا ان‌جی‌سی ۱۹۰۴ یک خوشه ستاره‌ای کروی در صورت فلکی خرگوش است که فاصله آن از زمین چهل هزار سال نوری و قدر ظاهری آن ۸.۵ است.